# メリー・コルヴィン
メリー・キャサリン・コルヴィン（Marie Catherine Colvin、1956年1月12日 - 2012年2月22日）は、アメリカ合衆国のジャーナリスト。『サンデー・タイムズ』に所属していた。

## 概要
ニューヨーク市クイーンズ区アストリアに生まれ、ニューヨーク州ロングアイランドのイースト・ノリッジで育った。エール大学を卒業後、1979年にUPI通信に入社、1985年に『サンデー・タイムズ』に移籍、翌1986年から戦場取材を始める。レバノン内戦や第1次湾岸戦争、チェチェン紛争、東ティモール紛争など世界中の戦場や紛争地などの危険な取材を重ねた。
2001年4月16日、内戦中のスリランカでLTTEへの同行取材を行い、LTTE支配地域からスリランカ政府の支配地域に渡る途上、政府軍の放ったRPGの爆発に巻き込まれ、左目を失明した。その際に付けるようになった黒い眼帯は、彼女のトレードマークとなった。心的外傷後ストレス障害（PTSD）を負いながらも現場復帰し、以降もイラク戦争やアフガニスタン紛争を取材した。2010年にはブリティッシュ・プレス・アワード（British Press Awards）の優秀外国人記者に選ばれた。
2011年、アラブの春で政変の起こったチュニジアとリビアを取材。リビアでは、内戦中に外国人記者として最初にカダフィ大佐へのインタビューを敢行した。2012年2月、内戦中のシリアに入国、政府軍の包囲を受けたホムスにて反政府勢力側の取材を行った。2月21日に最後の中継レポートを行い、翌2月22日、同行していたフランスのカメラマン、レミ・オシリクと共に戦闘に巻き込まれ死亡した。56歳没。彼女らの死因についてシリア政府は「反体制派の仕掛けた即席爆弾によって死亡した」と主張したが、コルヴィンと同行取材し、生き延びたポール・コンロイはこれを否定し、「政府軍がメディアセンターのあった建物を攻撃、その際に放った砲弾で死亡した」と主張している。
2018年、彼女の生涯を描いた伝記映画『プライベート・ウォー』が制作され、ロザムンド・パイクがコルヴィンを演じた。